# Sri-Lanka-Leopard
Der Sri-Lanka-Leopard (Panthera pardus kotiya, früher auch Ceylon-Leopard) ist eine in Sri Lanka beheimatete Unterart des Leoparden, die erstmals vom sri-lankischen Zoologen P. E. P. Deraniyagala im Jahr 1956 beschrieben wurde.
Von der IUCN wird der Sri-Lanka-Leopard als endangered (stark gefährdet) eingestuft.

## Name
Der wissenschaftliche Name Panthera pardus kotiya leitet sich von dem ehemaligen singhalesischen Begriff für Leoparden (kotiyā) ab. In Sri Lanka wird heute das Wort kotiyā im Allgemeinen als Bezeichnung für Tiger verwendet. Leoparden werden heutzutage als diviyā bezeichnet.
Noch häufig wird die alte Bezeichnung Ceylon-Leopard verwendet, das sich aus dem früheren, aus Kolonialzeiten stammenden Namen von Sri Lanka ableitet. Nach der Unabhängigkeit kam es 1972 zur Umbenennung des Staates. Seitdem hat sich vermehrt der Name Sri-Lanka-Leopard durchgesetzt.

## Merkmale
Der Sri-Lanka-Leopard ist im Vergleich zu seinen Verwandten in anderen Ländern in der Regel etwas größer gebaut, was auf fehlende Nahrungskonkurrenten, wie etwa Löwen oder Tiger, zurückgeführt wird. Das Tier erreicht eine Körperlänge von etwa 110 bis 150 cm und eine Schulterhöhe von bis zu 75 cm. Die Größe variiert relativ stark zwischen männlichen und weiblichen Tieren. So ist das Körpergewicht bei Weibchen etwa 30 kg, bei Männchen 55 bis 70 kg.

## Verbreitung

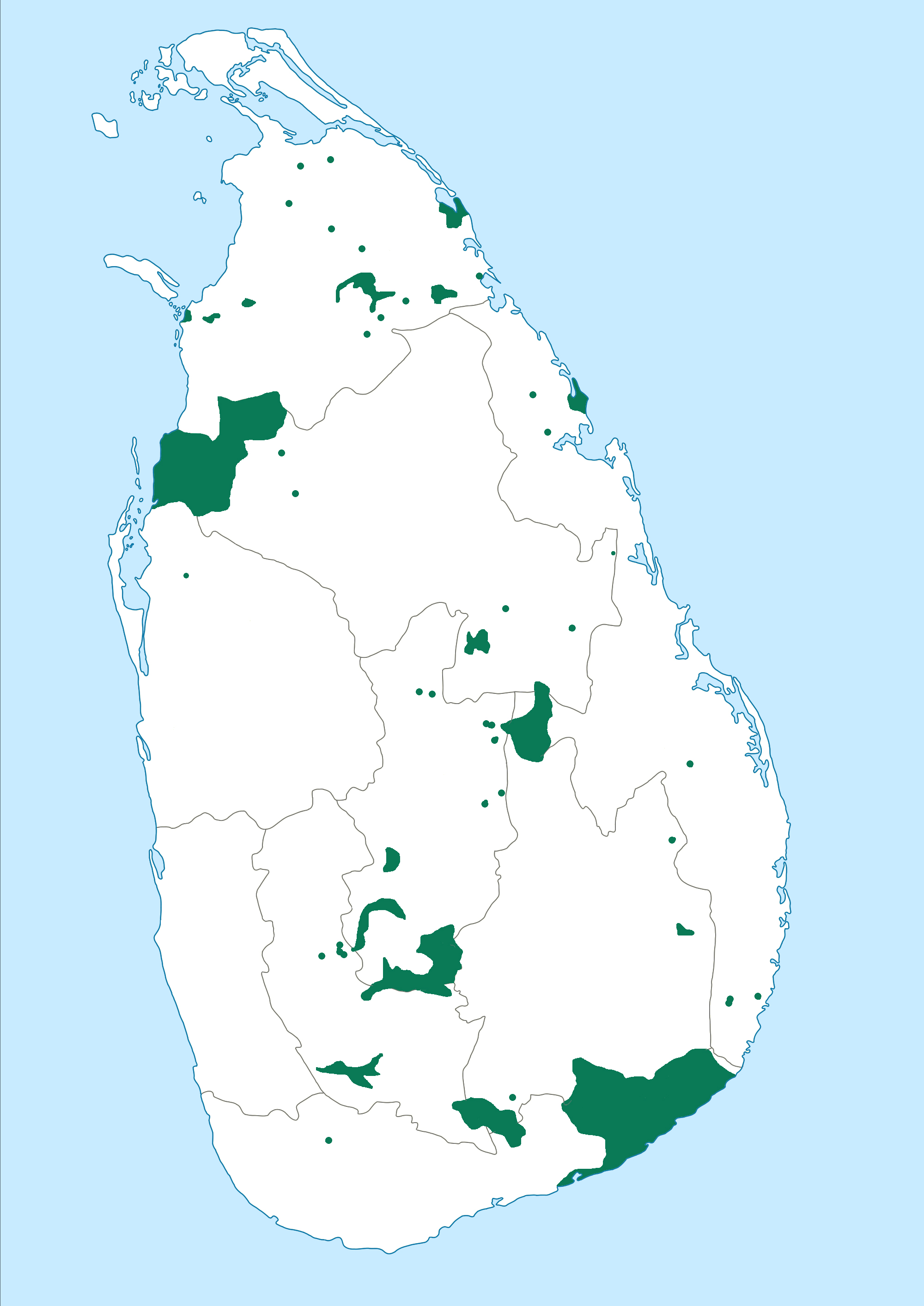
Verbreitungsgebiet des Sri-Lanka-Leoparden

Der Sri-Lanka-Leopard ist nur auf der Insel Sri Lanka heimisch. Aufgrund seiner Flexibilität ist er sowohl im tropischen Regenwald, als auch in Steppen und Savannen anzutreffen.
Es wird davon ausgegangen, dass die Insel noch im 19. Jahrhundert eine große Zahl von Leoparden beheimatet hatte, da allein zwischen  1872 und 1899 offiziell 8473 Tiere erlegt wurden. Noch am Anfang des 20. Jahrhunderts wurde die Anzahl auf 1660 geschätzt.
Vor allem in den Nationalparks des Landes, wie etwa im Yala-Nationalpark oder im Wilpattu-Nationalpark, gibt es heute noch eine recht große Anzahl von Leoparden. Aktuelle Schätzungen gehen von einem Bestand von bis zu 600 freilebenden Tieren aus. Als Gründe für den rapiden Rückgang der Population zählen die Zerstörung ihres Lebensraums, wie etwa durch Abholzung; eine vereinzelte, illegale Jagd wegen des Leopardenfells und die Verwendung von Pestiziden, die sich in der Nahrungskette anreichern.
Gegenwärtig werden Sri-Lanka-Leoparden in 26 zoologischen Einrichtungen in der EU gehalten. Die Zucht wird im Rahmen des Europäischen Erhaltungszuchtprogramm vom Zoo de Cerza in Frankreich koordiniert. In Deutschland werden sie aktuell vom Zoo Augsburg gehalten.

## Verhalten

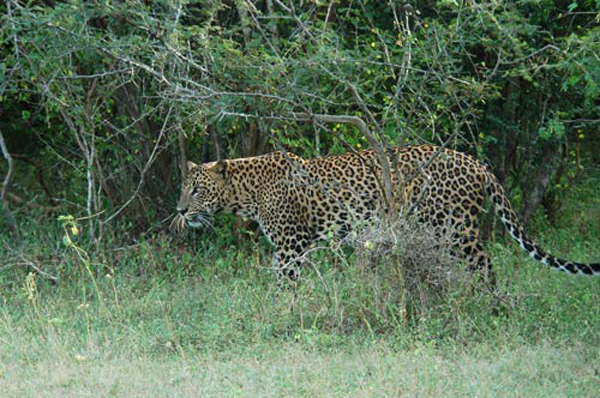
Ein Sri-Lanka-Leopard auf der Jagd.

### Ernährung
Der Leopard nutzt in Sri Lanka eine hohe Bandbreite als Nahrung. So gehören zu seinen Beutetieren Hirsche und Primaten, aber auch kleinere, wie Vertreter einiger Reptilien- und Vogelarten. Je nach Nahrungsangebot beansprucht ein einzelnes Tier ein Revier von etwa 50 km².

### Fortpflanzung
Der Sri-Lanka-Leopard erreicht mit etwa 24 bis 30 Monaten die Geschlechtsreife. Aufgrund des einzelgängerischen Lebens der Leoparden kommen die beiden Geschlechter nur im Frühjahr, ihrer Paarungszeit in Sri Lanka, zusammen. Nach einer Tragezeit von 90 bis 110 Tagen werden die Jungen von der Mutter aufgezogen. In einem Wurf sind meist nicht mehr als zwei bis drei Jungen.
Die Lebenserwartung beträgt etwa 15 bis 22 Jahre, in freier Wildbahn ist sie mit etwa 12 Jahren jedoch erheblich geringer.

## Konflikte mit Menschen
Traurige Berühmtheit erlangte der Ort Punani in der Ostprovinz Sri Lankas, wo einem menschenfressenden Leoparden etwa 13 Menschen zum Opfer fielen, bis das Tier schließlich 1924 erschossen werden konnte.

## Galerie

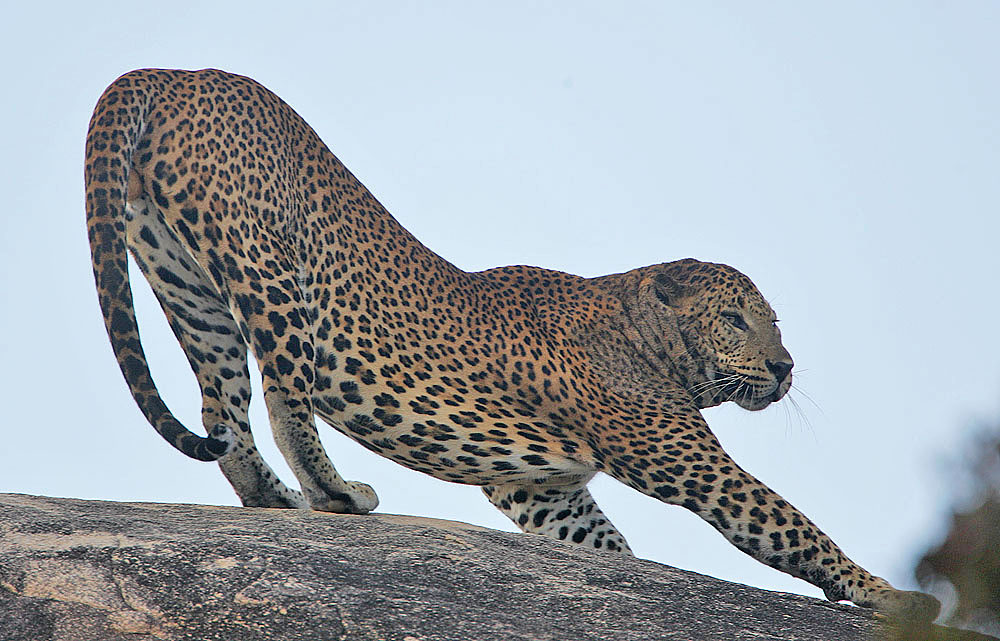
Nach dem Aufstehen.
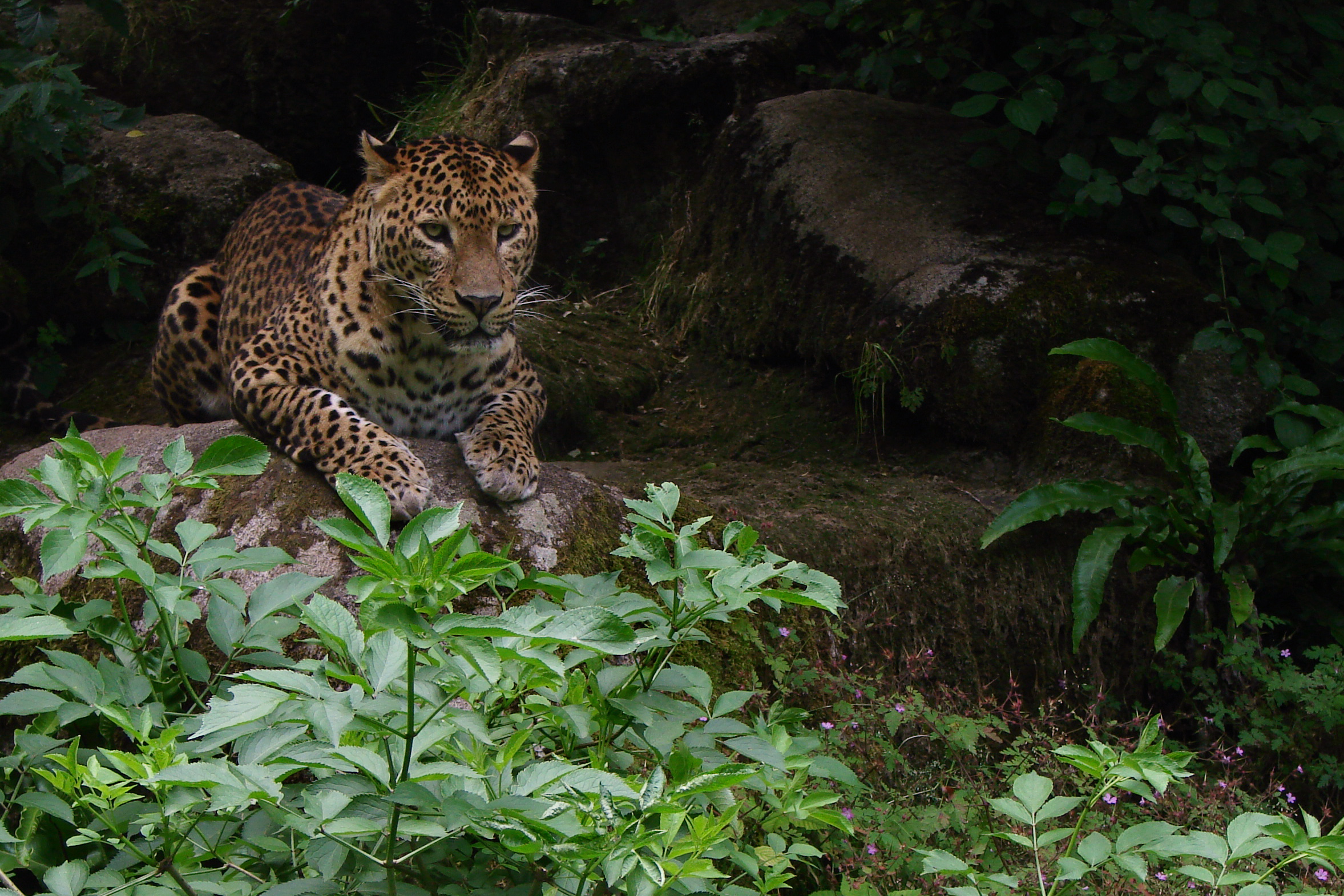
Ein Exemplar im Zoo Doué-la-Fontaine in Frankreich.
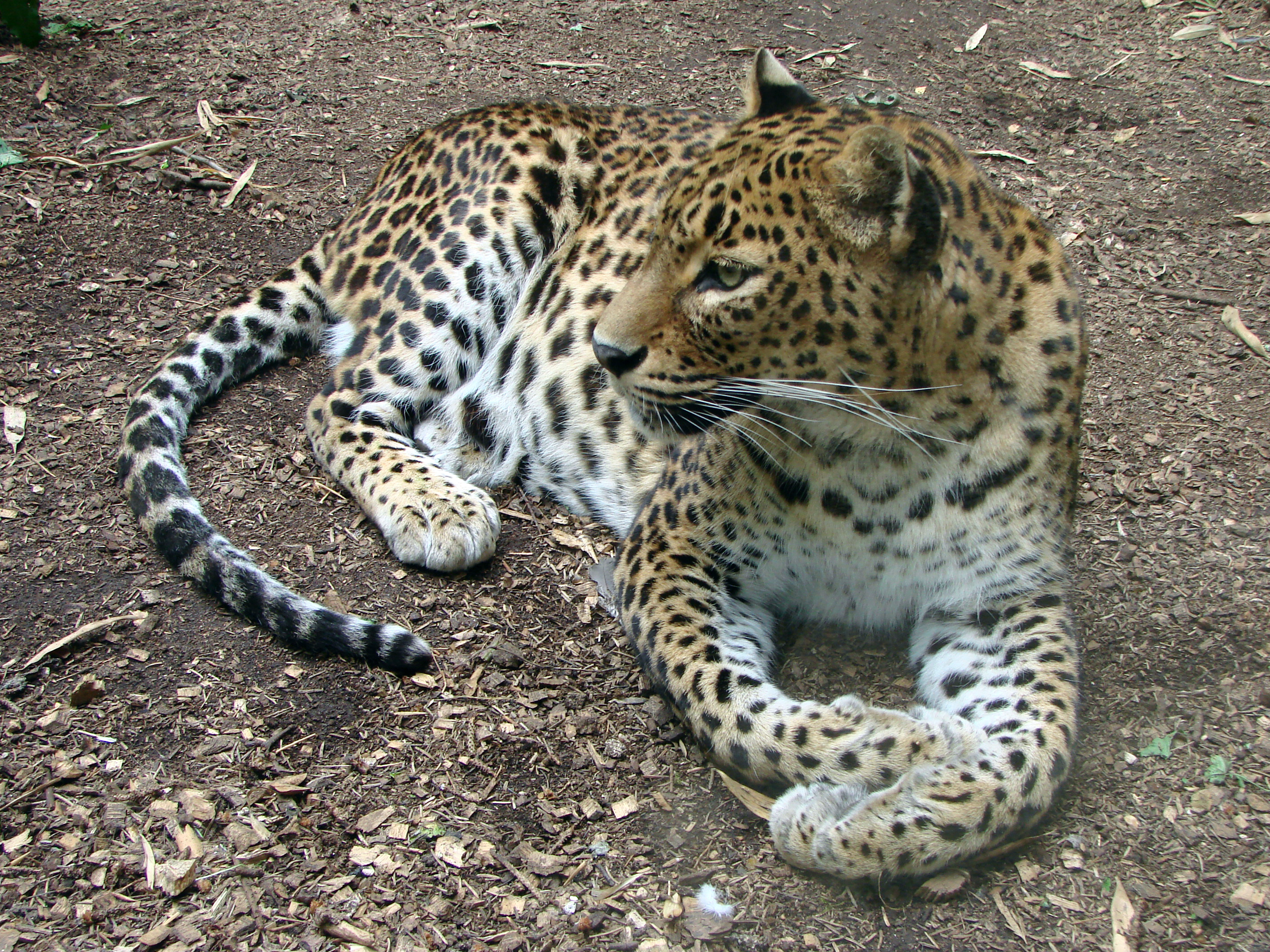
In ruhender Haltung.